# 口縁部
口縁部（こうえんぶ、英: rim）とは、考古学で土器や陶磁器の特徴を表現する場合に、特に口の部分の部位を指して呼称する語である。ただし、厳密に土器や陶磁器の口の部分の先端からの範囲が決まっているわけではなく、土器や陶磁器の特徴を表現する状況によってその範囲が変化する。

## 概要
口縁部は、土器や陶磁器の製作年代によって著しく特徴的に変化する部分であり、しばしば、口縁部の変化が編年の指標になることがある。典型的な例として、常滑焼の甕や鉢の口縁部の変化が挙げられる。口縁部のうち、先端に当たる部分を口縁端部（）と呼んでその変化を表現したり、口縁部のうち、先端に当たる部分を含めてやや広い部分の形状を表現したい場合に口唇部（こうしんぶ; {{{2}}}）という用語を用いることがあるが、口唇部の範囲がどこまでか決まっているわけではなく、口縁部とあまり変わらない用い方をしている場合も散見される。